# Двупятнистый жаворонок
Двупятнистый жаворонок, или двупятнистый степной жаворонок (лат. Melanocorypha bimaculata), — вид воробьиных птиц из семейства жаворонковых (Alaudidae).

## Внешний вид
Это крупный (длина 16—18 см) массивный жаворонок. Окраской очень напоминает степного жаворонка, но отличается от него отсутствием белой полосы по заднему краю крыла (что заметно только у летящей птицы), более коротким хвостом с меньшим развитием белого цвета на крайних рулевых; чёрные пятна на груди никогда не соединяются.

## Распространение
Засушливые области Ближнего Востока, Средней и Центральной Азии. На зиму перелетает в северную Индию, Аравию и северо-восточную Африку. Изредка залетает в Европу и однажды, в 1883 году, был замечен в Петербурге. В районах России, пограничных с Казахстаном, возможно гнездование.

## Образ жизни
Населяет сухие степи, пустыни и предгорья. В большинстве мест обычная, местами многочисленная птица. Питается, как все жаворонки, семенами и насекомыми, последние преобладают в период выкармливания птенцов. Песня похожа на песню степного жаворонка. Гнездо устраивает на земле, в кладке 3—6 яиц. Повторная кладка возможна при потере первой. Во время пролёта и на зимовках держится стаями.